# Esszencializmus
Az esszencializmus egy filozófiai-metafizikai álláspont, amely szerint egy tárgynak vannak lényegi és akcidentális (esetleges) tulajdonságai. Egy dolog lényegi tulajdonságai azért lényegiek, mert az illető dolog nélkülük nem létezhetne, esetleges tulajdonságai pedig azért akcidentálisak, mert lehetséges illetve elképzelhető, hogy nem rendelkezik vele a tárgy.
Legtöbben az eredet és a fajta lényegiségét fogadják el. Például az esszencialisták szerint Szókratész nem lehetett volna más, mint ember, és nem lehettek volna mások a biológiai szülei, mint akik valóban voltak: ezek mind Szókratész lényegéhez tartoznak. Ellenben az, hogy Szókratész pisze orrú, nem lényegi, hanem esetleges, akcidentális tulajdonsága.

## A modális tulajdonságok értelmezése
Az esszencializmus, és a lényegi és akcidentális tulajdonságok megkülönböztetése Arisztotelésztől származik. A lényegi tulajdonságok valamiféle szükségszerűségről szólnak, az akcidentális tulajdonságok pedig esetlegességről, tehát ezek modális tulajdonságok.
Quine, aki kortársaival együtt szükségszerűség alatt verbális, analitikus szükségszerűséget értett, és nem metafizikait, elutasította az esszencializmust, mert értelmetlennek találta, hogy tárgyak, emberek modális tulajdonságokkal rendelkezzenek. Ezt többek között azzal indokolta, hogy egy tárgy szükségszerű tulajdonságait csak a tárgy egy – önkényesen megállapított – meghatározási módjához képest tudjuk megállapítani, nem abszolút értelemben. Quine szerint észszerűtlen védelmezni az arisztotelészi esszencializmust a modális logikában.
Saul Kripke sem azt akarta megmutatni, hogy Quine esszencializmussal kapcsolatos aggályai alaptalanok, hiszen a verbális szükségszerűségből kiindulva egyáltalán nem azok. Viszont ő vázolta fel a szükségszerűség metafizikai fogalmát, s bár nem érvel egyértelműen az esszencializmus elfogadása mellett, arra rámutat, hogy az új szükségszerűség-fogalomból kiindulva értelmes álláspont lehet. A modális tulajdonságokat a Lewis által bevezetett lehetséges világok segítségével értelmezhetjük: x szükségszerű tulajdonsága a tárgynak, ha az minden elérhető lehetséges világban rendelkezik x-szel, viszont esetleges tulajdonság, ha van olyan elérhető lehetséges világ, amelyben rendelkezik vele. Viszont a szükségszerűség kripke-i fogalma alapján magukból a tárgyakból indulunk ki, melyek számunkra adottak, és ezután tesszük fel a kérdést, vajon mi szükségszerű, mi esetleges tulajdonsága egy tárgynak.  Nem a tárgy leírásai, valamint a lehetséges világok tárgyainak egyes leírásaihoz képest állapítjuk meg a szükségszerű illetve esetleges tulajdonságokat. Fontos gondolat az is, hogy egy tárgy lényegi illetve szükségszerű tulajdonságait nem feltétlenül a priori (tapasztalattól független) úton tudjuk.

## Problémák

### Mi lényegi?
Nincs általánosan elfogadott nézet arról, mik egy tárgy lényegi tulajdonságai. Az esszencializmus egy végletes felfogása szerint egy tárgy minden egyes része lényeges része: egyiket sem veszítheti el, különben megszűnik létezni. Ezt az álláspontot mereológiai esszencializmusnak nevezzük. Ha ebből a nézetből indulunk ki, el kell fogadnunk, hogy a „fizikai tárgyak nem maradnak azonosak alkotórészeik elvesztése vagy megváltozása után.” „Azaz: a fizikai tárgyak nem őrzik meg azonosságukat, ha akárcsak egy alkotórészüket elvesztik.” Az előbbi, intuícióink szerint is, és filozófiai szempontból is kétséges álláspont, hiszen általában elfogadjuk azt, hogy a tárgyak, élőlények változhatnak, s hogy önmaguk maradnának akkor is, hogy ha elveszítenék egyik vagy másik összetevőjüket, tulajdonságukat.
Ha viszont abból indulunk ki, hogy egy tárgynak vannak lényegi és akcidentális tulajdonságai is, akkor sem egyértelmű, mit tekintsünk lényegi tulajdonságnak. Egyesek szerint a lényegi tulajdonságok azok a fontos tulajdonságok, melyek alapján egy tárgyat, személyt azonosítunk. (Quine is valami hasonló feltevésből indult ki.) Saul Kripke ezt cáfolja. Például, hiába azonosítjuk Arisztotelészt a Metafizika szerzőjével, és hiába tartjuk ezt „fontos tulajdonságnak”, mégsem lényegi tulajdonság, hiszen előfordulhatott volna, hogy Arisztotelész sorsa úgy alakul, hogy sosem írja meg a Metafizikát.
Kripke amellett érvel, hogy a fajta és az eredet lényegi. Fel lehet hozni ez ellen például, hogy el tudjuk képzelni, hogy van olyan lehetséges világ, ahol az angol királynőt csak örökbe fogadta a királyi pár és valójában más szülők gyermeke, de minden külső tulajdonságában egyezik a saját II. Erzsébetünkkel, illetve el tudjuk képzelni, hogy egy bizonyos általunk ismert asztal nem fából, hanem üvegből készül el. Viszont Kripke nézetei szerint abban a világban, amelyben az angol királynő más szülőktől származik, mint a saját II. Erzsébetünk, de számos más tulajdonságával rendelkezik, a mi II. Erzsébetünk nem létezik. A második ellenérvre azt a választ lehet adni, hogy a fa asztal, amit el tudunk képzelni üvegből is, nem ugyanaz az asztal, mint a sajátunk: ilyenkor egy másik asztalra gondolunk, ami az anyagán kívül minden más tulajdonságban hasonlít a fa asztalra.
Ami más tulajdonságokat illet, van, amit egyöntetűen esetlegesnek érezhetünk – például az életút bizonyos pontjait –, s van, amiről megoszlanak a vélemények – például a nemről. Kripke szerint mindenki rendelkezik modális intuícióval, ami alapján szükségszerűnek illetve lehetségesnek tartunk bizonyos tulajdonságokat egyes individuumok megítélésekor. (Például: lehetséges, hogy Arisztotelész nem lesz filozófus, lehetséges, hogy nem lesz Nagy Sándor tanítója, lehetséges, hogy meg sem születik. De az nem lehetséges, hogy amennyiben megszületik, nem ember.)

### A szükségszerű és a lényegi tulajdonság viszonya
A lényegi tulajdonságok – ha valóban vannak ilyenek – szükségszerűek, de nem minden szükségszerű tulajdonság lényegi. Ezt már Kripke is kijelentette, de Kit Fine tovább finomította a szükségszerű és a lényegi viszonyának elméletét. Fine kijelenti, hogy hibás ekvivalenciát feltételezni a lényegi és a szükségszerű között. Tehát nem szabad összekevernünk azt, ami egy dologgal kapcsolatban szükségszerű, azzal, ami egy dologgal kapcsolatban lényegi.
Indoklás: Amennyiben Szókratész létezik, szükségszerű, hogy tagja annak az egyelemű halmaznak, melynek Szókratész az egyetlen eleme. De Szókretésznak nem tartozik a lényegéhez, hogy létezik egy egyelemű Szókratész-halmaz. Vehetünk olyan példát is, amiben nem szerepel olyan absztrakt entitás, mint a halmaz. Szókratészt illetően szükségszerű, hogy nem azonos az Eiffel-toronnyal, de ez Szókratésznek nem lényegi tulajdonsága. Szókratész lényegének ugyanis nem lehet része semmiféle olyan tulajdonság illetve leírás, mely az Eiffel toronnyal kapcsolatos. Igaz, a két példa elég különböző, de azt mindenképpen kiolvashatjuk belőlük, hogy egyáltalán nincs semmi egy individuum természetében, amely megkövetelné, hogy létezzenek halmazok, vagy más tárgyak (mint például egy torony), annak ellenére, hogy szükségszerűen viszonyulnak valahogy halmazokhoz – ti. hogy elemeik-e vagy sem – , illetve más tárgyakhoz – például azonosak-e velük vagy sem.
Ha egy tulajdonság lényegi, akkor szükségszerű. Ám ez fordítva nem igaz, ha egy tulajdonság szükségszerű, akkor nem feltétlenül lényegi. Kit Fine azt javasolja, hogy ne az esszenciálist tekintsük tehát a metafizikailag szükségszerű egy fajtájának, hanem a metafizikailag szükségszerűt az esszenciális következményének. Ugyanis a metafizikailag szükségszerű igazságok olyan igaz állítások, melyek a az állításokban szereplő dolgok természetéből, lényegi tulajdonságaiból fakadóan igazak.